# 磐梯山サービスエリア
磐梯山サービスエリア（ばんだいさんサービスエリア）は、福島県耶麻郡磐梯町にある磐越自動車道のサービスエリアである。
下り線（新潟方面）は当SAを過ぎると、会津若松IC手前の会津大学裏手付近までの約11kmのほとんどが連続4.0%の下り坂となる。

## 施設
磐越自動車道のサービスエリアでは唯一、一般的なSAの設備が整っている。ただし、下り線も後述のようにリニューアルオープンの際にフードコートの拡充と引き換えにレストランが廃止されている。

### 上り線（郡山・いわき方面）
- 駐車場
  - 大型 22台
  - 小型 58台
- トイレ
  - 男性 大3（和式1・洋式2）・小8
  - 女性 13（和式5・洋式8）
    - 同伴の男児用 1

  - 車椅子用 1
- ガソリンスタンド（ENEOS（根本石油）、24時間）
  - 以前はJOMOであった。
  - いわき方面へ向かう場合、次の給油施設は約55km先の阿武隈高原SAであるが、阿武隈高原SAの給油施設は24時間営業ではないため、夜間はその先の常磐道上り中郷SA（約145km先）、または下り南相馬鹿島SA（約190km先）までない。
- 給電スタンド（24時間）
- レストラン（9:00-21:00）
- スナック（7:00-22:00）
- ショッピング（7:00-22:00）
- 自動販売機
- ハイウェイ情報ターミナル

### 下り線（新潟方面）
下り線のフードコートが第1弾として2014年7月31日 午前10時にグランドオープンした。さらに、同年9月から第2期工事としてショッピングコーナーの改修工事を行い、同年11月22日 午前11時に「ドラマチックエリア磐梯山」としてグランドオープンした。
- 駐車場
  - 大型 22台
  - 小型 58台
- トイレ
  - 男性 大3（和式1・洋式2）・小8
  - 女性 13（和式5・洋式8）
    - 同伴の男児用 1

  - 車椅子用 1
- ガソリンスタンド（ENEOS（セキショウカーライフ(株)）、24時間）
  - 以前は関彰商事が運営していた。
  - 新潟方面に向かう場合、次の給油施設は118Km先の北陸道・黒埼PAとなる（阿賀野川SAのガソリンスタンドは閉鎖された）。入口付近には燃料切れの注意を促す標識がある。なお、日本海東北道方面に向かう場合および新潟中央ICで流出する場合は当施設が最終エリアとなる。
- 給電スタンド（24時間）
- フードコート（7:00-22:00）
- ショッピング（7:00-22:00）
- 自動販売機
- ハイウェイ情報ターミナル

## その他
磐梯山SA上り線から本線にかけてのエリアには、福島県最大の縄文時代中期の集落跡である法正尻遺跡が存在していた。高速道路建設の事前調査として1988年から1989年にかけて発掘調査が実施され、竪穴建物跡129棟、土坑759基などが発見されている。この発掘調査で出土した約26万点の遺物うち、残存状態の良好な土器184点と土製品80点、石器・石製品523点は2009年に国の重要文化財に指定されている。

## 隣
E49 磐越自動車道
(4) 磐梯熱海IC - (5) 猪苗代磐梯高原IC - 磐梯山SA - (6) 磐梯河東IC - (7) 会津若松IC